# Dihidrogenfosfat de potassi
El dihidrogenfosfat de potassi (altrament conegut com a fosfat de monopotassi) és una sal de l'àcid fosfòric i el catió potassi, la qual fórmula és {\displaystyle {\ce {KH2PO4}}}. És soluble en aigua. Es fa servir com a fertilitzant, additiu alimentari i fungicida. És una font de fòsfor i de potassi i és un agent amortidor. Quan es fa servir com fertilitzant es mescla amb urea i fosfat d'amoni, i així minimitza la volatilització de l'amoni mantenint el pH a un nivell relativament baix. Es fabrica per l'acció de l'àcid fosfòric sobre el carbonat de potassi.

## Estructura

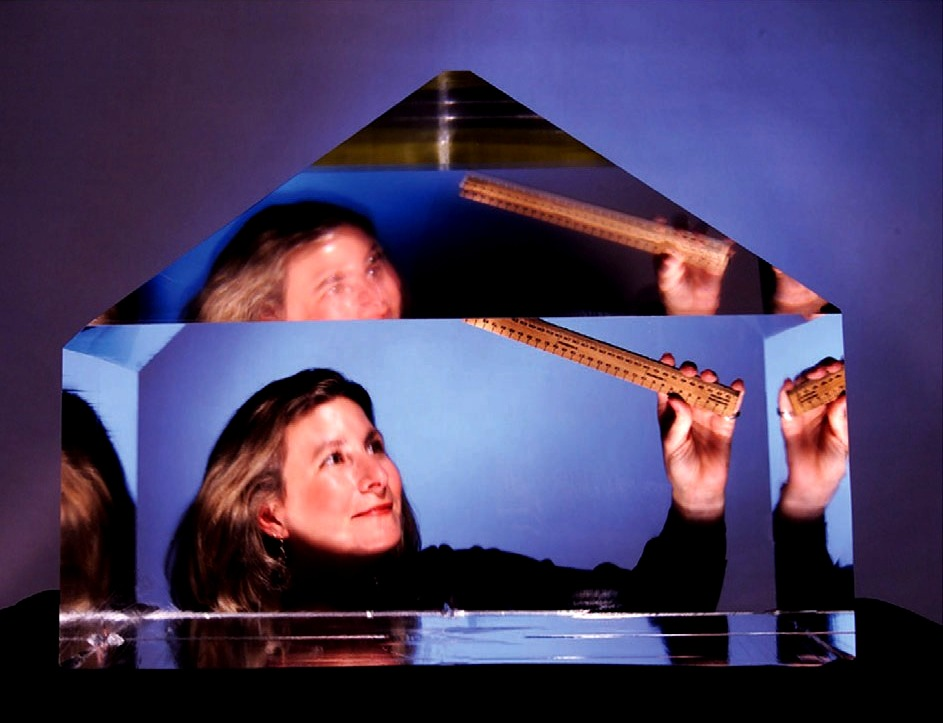
Monocristall de {\displaystyle {\ce {KH2PO4}}}
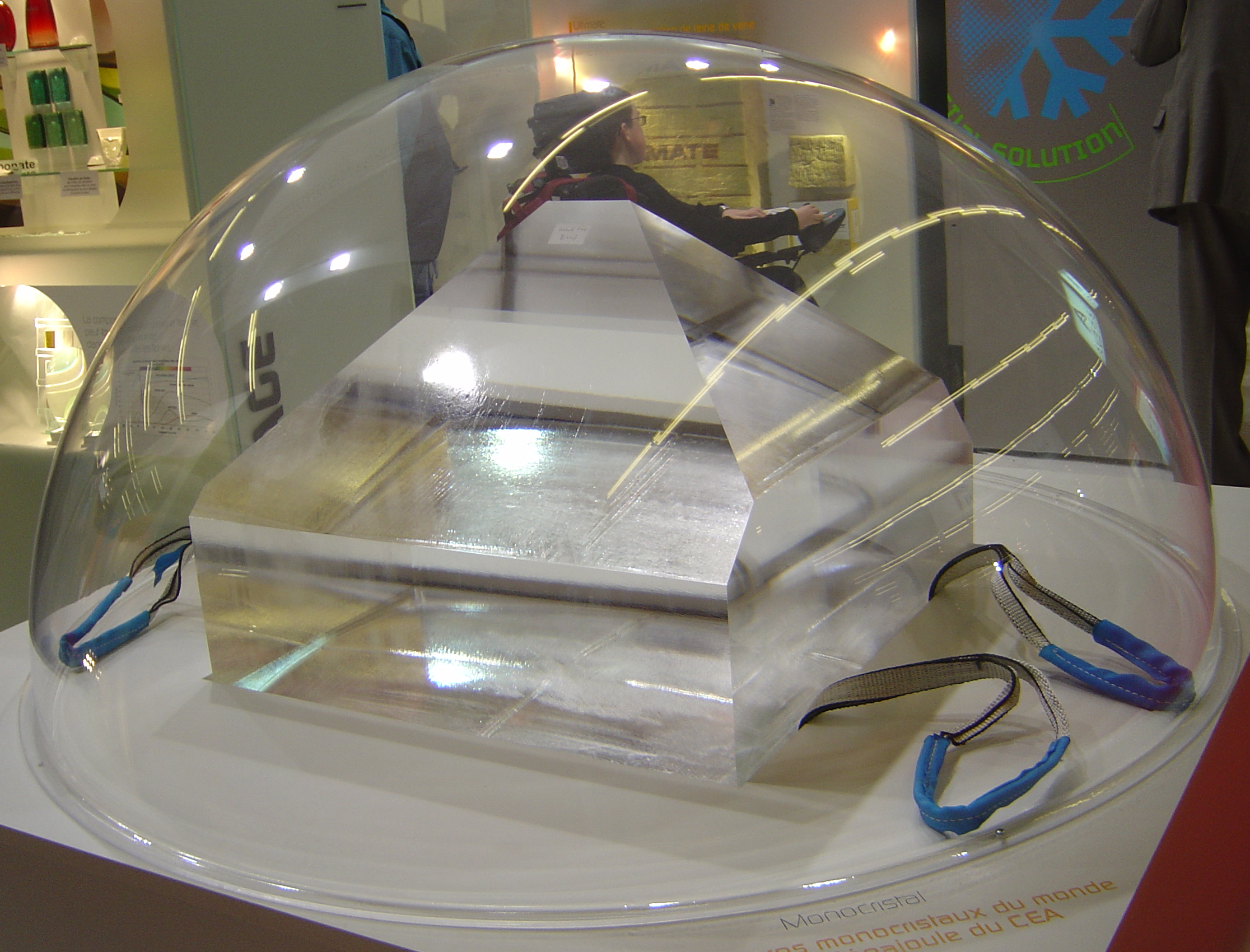
Monocristall de {\displaystyle {\ce {KH2PO4}}}

El dihidrogenfosfat de potassi pot existir en diversos polimorfs. A la temperatura d'una habitació forma cristalls paraelèctrics amb simetria tetragonals. Refredat a −150 °C es transforma en una fase ferroelèctrica de simetria ortoròmbica.
| Simetria   | Grup espacial | No  | Símbol de Pearson | a (nm) | b (nm) | c (nm) | Z | densitat, g/cm³ | T (°C)      |
| ---------- | ------------- | --- | ----------------- | ------ | ------ | ------ | - | --------------- | ----------- |
| Ortoròmbic | Fdd2          | 43  | oF48              | 1.0467 | 1.0533 | 0.6926 | 8 | 2.37            | < −150      |
| Tetragonal | I42d          | 122 | tI24              | 0.744  | 0.744  | 0.697  | 4 | 2.34            | −150 to 190 |
| Monoclínic | P21/c         | 14  | mP48              | 0.733  | 1.449  | 0.747  | 8 |                 | 190 to 400  |